# Sœurs de la Sainte Famille de Bordeaux
 (mai 2021).

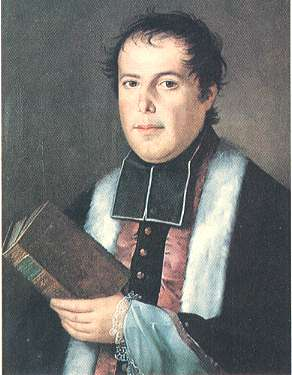
Portrait du père Noailles.

Les Sœurs de la Sainte Famille de Bordeaux (en latin : Instituti Sororum a Sancta Familia) sont une congrégation religieuse fondée par le père Pierre-Bienvenu Noailles à Bordeaux en 1820. Elle est encore présente aujourd’hui dans le monde, avec cinq maisons de sœurs contemplatives.
La Sainte-Famille réunit : 
- des religieuses apostoliques et contemplatives formant l'institut religieux ;
- des séculières consacrées regroupées en un institut séculier ;
- des associés laïcs ;
- des prêtres associés.

En 1822, le père Noailles achète des échoppes bordelaises délabrées, rue de Saintonge, pour y installer ce qui deviendra un lycée technique semi privé : l'institution Notre-Dame-de-Lorette, puis actuellement le lycée de la Sainte-Famille.
En 1855, la congrégation acquiert aux enchères l'hôtel Victoria, hôtel particulier situé au 33 rue Paul-Louis-Lande à Bordeaux. Elle le conservera jusqu'en 1981.

## Implantations
- Les Sœurs contemplatives de la Sainte-Famille de Bordeaux - fondation 1859
  - Domaine de la Solitude à Martillac en Gironde, fameux pour son vin.
  - Le couvent des Sœurs contemplatives de la Sainte-Famille de Nagoda, à Kandana (en) au Sri Lanka.
  - Monastère de la Sainte-Famille à Oteiza de Berrioplano (concejo de Berrioplano) en Espagne.
  - Monastère de la Sainte-Famille, fondé en 1996 à Posadas en Argentine.